# Szeverszk
Szeverszk (oroszul: Северск) város Oroszország ázsiai részén, a Tomszki területen, Tomszk mellett. Az azonos nevű zárt közigazgatási egység központja.
A szovjet korszakban Tomszk-7 kódnéven az atomfegyver-gyártás egyik szibériai központja volt, atomreaktoraiban ötven éven át nagy mennyiségű plutóniumot állítottak elő.
Népessége: 108 590 fő (a 2010. évi népszámláláskor).

## Elhelyezkedése
A Tom folyó jobb partján, Tomszk területi székhelytől északnyugatra terül el. A két város határa között alig 3,5 km a távolság. 8,5 km-re van a legközelebbi vasútállomás, Tomszk II.

## Története
A települést 1949-ben alapították a helyi vegyi kombinát (későbbi nevén: Szibériai Vegyi Kombinát), valamint annak részeként az atomerőmű építésének és kiszolgálásának településeként. A szovjet kormány rendeletében a létesítményt 816. számú kombinátnak, máskor Zauralszkij Gépgyárnak nevezték. A kombinát fő célja a biztonságosnak számító szibériai helyszínen a katonai célú plutónium előállítása, az atomfegyver-gyártás megszervezése volt.
A város és a kombinát létrehozásában hadifoglyok, a Gulag rabjai, katonák és civilek tömegei vettek részt. A Sztálin halálát követő amnesztia első két hónapja alatt több mint 22 ezer fogoly, köztük sok szakember hagyta el az építkezést. Helyükre 26 ezer szakképzetlen sorkatonát irányítottak át a távol-keleti katonai körzetből. A katonák létszáma 1954-56-ban 35-40 ezer, de még az 1970-75-ös években is mintegy tízezer fő volt.
Egy 1954-ben kiadott rendelet értelmében az atomiparhoz tartozó összes szovjet település saját nevet és városi rangot kapott. A 816. sz. kombinát települése is – Szeverszk néven – város lett, de a hivatalos helyett a Tomszk-7 elnevezést használták. Korábban nevezték 5. számú postafióknak és Berjozkinak is. Az egész építési területen ekkor még tizenegy, részben ideiglenes település volt, de lassan megindult a városközpont egységes terv szerinti kialakítása. Az atomerőmű 1958-ban kezdte meg az áramtermelést. 1961-ben házgyár létesült, és elkezdődött a panelházas építkezés. Ez jelentősen felgyorsította a város építését és az emberek komfortos lakásokba költöztetését. A faházakat és az 1950-es évek barakkjait azóta rég lebontották, a mai város csak többszintes épületekből áll. A vegyi kombinát létesítményei és a lakóövezetek között erdősávot alakítottak ki. A szovjet korszakban Szeverszk végig zárt város volt.
A város területére napjainkban is csak engedéllyel lehet belépni. Szeverszk székhellyel 1997-ben megalakították a „Szeverszk” zárt közigazgatási egységet (486 km²), melyhez a városon kívül további öt kistelepülés tartozik, összesen kb. 6000 lakossal. Közülük a legjelentősebb Szamusz, ahol régen hajójavító üzem működött.

## Gazdasága

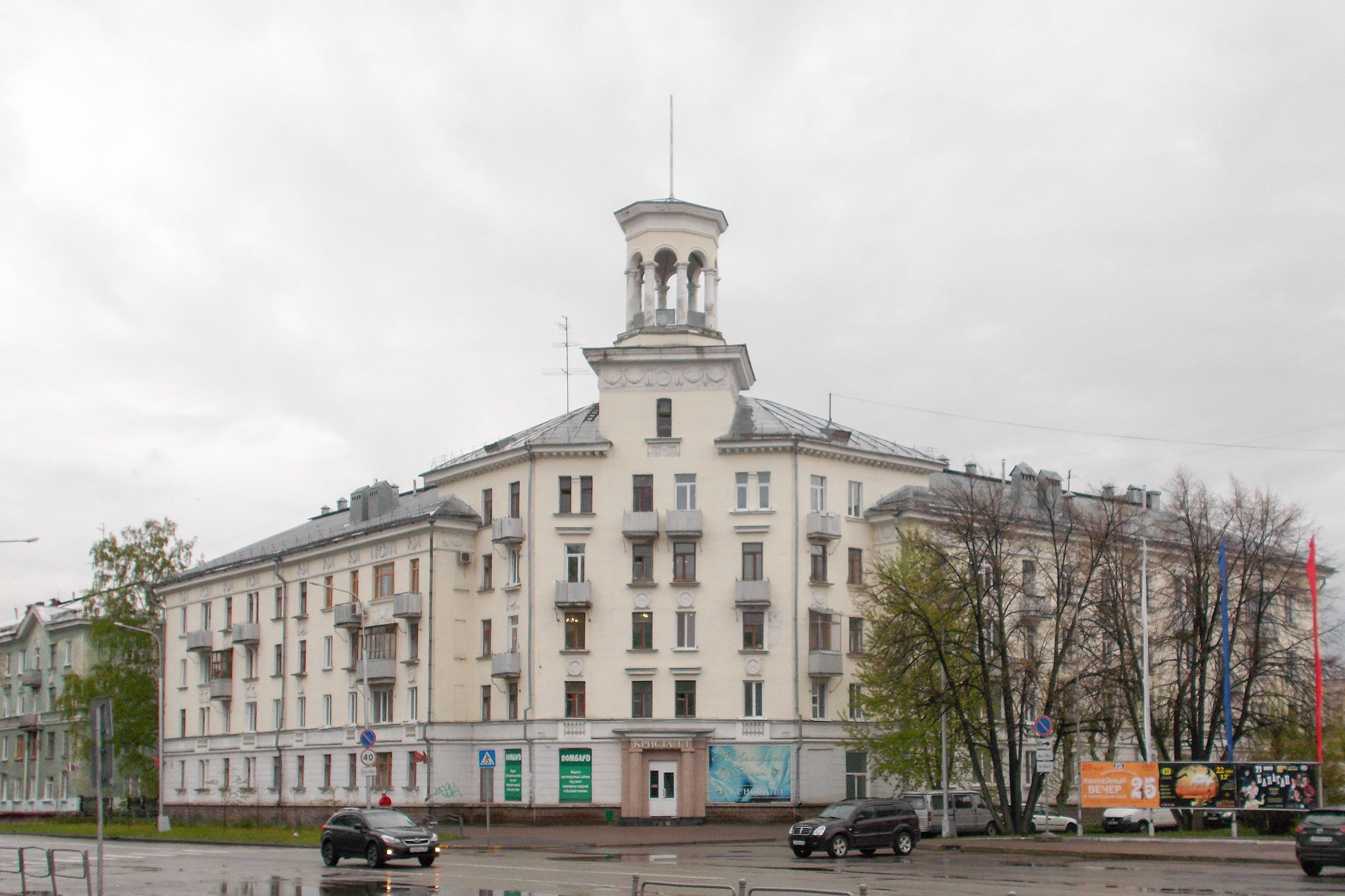
Utcakép (2016

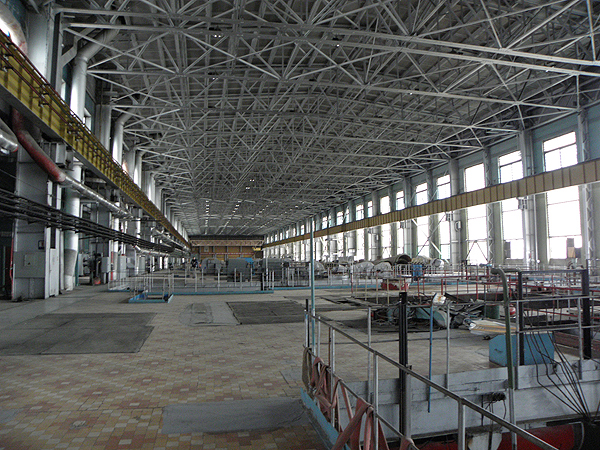
Gépterem a kombinátban (2010)

Szeverszk feldolgozóiparának vezető ágazata a nukleáris fűtőanyag előállítása (volt). További jelentős iparágak a városban: vegyi anyagok és vegyipari termékek, fémipari termékek gyártása, elektromos berendezések, szállítóeszközök (járművek) és -berendezések gyártása, villamos- és hőenergia előállítása és elosztása, élelmiszeripar.
Szibéria „második atomvárosában” több plutóniumtermelő atomreaktor, radiokémiai és urándúsító üzem működött, és a kiégett fűtőelemek újrafeldolgozására szolgáló vegyi üzem is épült. 1993. április 6-án az újrafeldolgozó létesítményben robbanás történt, és nagy mennyiségű radioaktív anyag szabadult fel. Az üzem környezetében a radioaktív felhő 120 km²-es területre terjedt ki, ahol fokozott radioaktivitás volt észlelhető. Ezt tartják a legsúlyosabb orosz nukleáris balesetnek a csernobili és a kistimi baleset után. 
Oroszország és az Amerikai Egyesült Államok 2003-ban megállapodott a katonai célú plutóniumot termelő orosz reaktorok leszerelésében. A város utolsó – és Oroszország utolsó előtti – ilyen reaktorát 2008 nyarán állították le. Szétszerelése még évekig tartott. A kombinát napjainkban a Roszatom rendszeréhez tartozik.
A létesítményben összesen öt atomreaktor épült. Ezek részben a katonai célú plutónium előllítására szolgáltak, részben Szeverszket és Tomszkot látták el távhővel és villamosenergiával. A reaktorok leállítása után a város hőerőművét 2010-ben felújították és korszerűsítették. Tervbe vették egy új, korszerű atomerőmű építését is, de ennek realizálása elhúzódott.
2021 júniusában a kombinát telephelyén megkezdődött egy innovatív gyorsneutronos reaktorral szerelt atomerőművi blokk építése. A 300 MW teljesítményű BRESZT-OD-300 típusú ólomhűtésű gyorsneutronos reaktor a tervek szerint 2026-ban kezdi meg a termelést.